# The Nordic Award in Textiles
The Nordic Award in Textiles är ett nordiskt textilpris som tilldelas textilkonstnärer från något av de nordiska länderna. Det instiftades av Stiftelsen Fokus Borås år 2000 och utdelades först varje år, men sedan 2009 vartannat år. Prissumman var länge 150 000 kr men från 2023 är den 250 000 kr. I priset ingår också att visa sina verk i en utställning på Abecita Popkonst & Foto i Borås.
Prissumman tilldelas en framstående textilkonstnär från ett i förväg utsett nordiskt land och efter förslag från en jury från detta land.  De fem nordiska länderna har varit jämställda och valts efter ett fast mönster. Under pandemiåret 2021 gjordes ett uppehåll i prisutdelning, men år 2023 delades priset återigen ut, denna gång till en svensk pristagare.

## Pristagare[1]
- 2000: Monica Nilsson, Sverige
- 2001: Agneta Hobin, Finland
- 2002: Nina Hart, Danmark
- 2003: Eva Schjølberg, Norge
- 2004: Pasi Välimaa, Sverige
- 2005: Hrafnhildur Sigurdardóttir, Island
- 2006: Kazuyo Nomura, Sverige
- 2007: May Bente Aronsen, Norge
- 2008: Anne Damgaard, Danmark
- 2009: Silja Puranen, Finland
- 2011: Hrafnhildur Arnardottir, Island
- 2013: Annika Ekdahl, Sverige
- 2015: Gunvor Nervold Antonsen, Norge
- 2017: Grethe Sørensen, Danmark
- 2019: Inka Kivalo, Finland
- 2023: Annie Johansson, Sverige